# Confine tra Afghanistan e Pakistan
Il confine tra Afghanistan e Pakistan è un confine terrestre lungo 2.670 km, che separa Afghanistan e Pakistan.

## Storia

Mappa del 1980 con i principali gruppi etnolinguistici in Pakistan e le sue aree vicine: Pashtun (verde), Baluchi (rosa), Punjabi (marrone) e Sindhi (giallo).

Il 12 novembre 1893 gli inglesi costrinsero l'emiro Abdur Rahman Khan dell'allora Emirato dell'Afghanistan a firmare un accordo per stabilire il confine tra il suo Paese e l'India britannica, a cui apparteneva anche il territorio dell'attuale Pakistan. Il trattato garantiva uno stipendio annuale e una fornitura di armi per l'Emiro da parte degli inglesi.
Il confine fu tracciato attraverso la linea Durand, che prende il nome da Mortimer Durand il segretario per gli affari esteri del governo indiano britannico. È una linea di circa 2430 km di lunghezza.
Il Pakistan è diventato indipendente nel 1947, ma entrambi i paesi non hanno mai firmato un accordo sul loro confine comune. Kabul non ha mai riconosciuto la legittimità di questo confine, che divide la numerosa comunità etnica pashtun, e in questo modo entrambi i paesi hanno una disputa territoriale che offusca continuamente le loro relazioni diplomatiche.
L'84% della linea segue notevoli punti di rilievo (fiumi o creste). Il restante 16% è costituito da segmenti in linea retta ed è stato delimitato tra il 1894 e il 1895, ed è anche sulle mappe in scala 1:50.000 realizzate dai sovietici dopo l'invasione sovietica dell'Afghanistan nel 1980.
Il 13 maggio 2007, è iniziato un conflitto tra gli eserciti di Afghanistan e Pakistan. Il conflitto è dovuto alle prove del Pakistan di stabilire costruzioni militari nell'Afghanistan orientale. Il generale Zahir Azimi, portavoce del Ministero della Difesa dell'Afghanistan, durante una conferenza stampa ha dichiarato che, sotto la pressione delle truppe pakistane, i militari afghani sono stati costretti a ritirarsi. Il conflitto è continuato ancora nel 2011. Il 5 maggio 2017 le truppe afghane hanno attaccato la città pakistana di Chaman prima della chiusura del confine da parte del Pakistan, l'attacco ha lasciato un bilancio in totale di 10 civili uccisi e un centinaio di militari morti.
Il confine attualmente resta chiuso a causa della Guerra civile in Afghanistan.